# Estação Granja Julieta
A Estação Granja Julieta é uma estação ferroviária da Linha 9–Esmeralda dos trens metropolitanos de São Paulo, localizada no bairro de Chácara Santo Antônio, no distrito de Santo Amaro, em São Paulo. Fica às margens do Rio Pinheiros.

## História
Construída pela CPTM, foi inaugurada em 4 de maio de 2000, com a presença do então governador do estado de São Paulo Mário Covas.
Em fevereiro de 2020, a circulação mensal foi de 375.316 passageiros.
Em 20 de abril de 2021, as linhas 8 e 9 de trens metropolitanos foram concedidas para o consórcio ViaMobilidade, composto pelas empresas CCR (atual Motiva) e RUASinvest, por trinta anos. A transferência das linhas foi realizada em 27 de janeiro de 2022.

## Características
A estação possui desenho arquitetônico avançado, com projeto baseado em módulos, passarela sobre a Via Professor Simão Faiguenboim, mezanino de embarque, elevadores para portadores de deficiência, rampa de acesso, piso de borracha, cobertura e mapas com ruas e localização dos pontos importantes da região.

## Incidentes
Incêndio em uma composição da série 8900
No dia 14 de outubro de 2024, um princípio de incêndio atingiu uma composição da série 8900, que estava estacionando na estação Granja Julieta na plataforma sentido Osasco. As chamas atingiram o pantógrafo do trem, que faz a ligação da catenária com os vagões, fornecendo energia para o trem. Segundo a própria ViaMobilidade, não houve feridos, e os passageiros prosseguiram viagem em outra composição.

## Tabela
| Sigla | Estação        | Inauguração       | Integração               | Plataforma | Posição    | Notas                        |
| ----- | -------------- | ----------------- | ------------------------ | ---------- | ---------- | ---------------------------- |
| GJT   | Granja Julieta | 4 de maio de 2000 | Bilhete Único da SPTrans | Central    | Superfície | Estação construída pela CPTM |

## Ligações Externas
- Página oficial da CPTM
- Estação Granja Julieta no site da CPTM[ligação inativa]
- Estação Granja Julieta no site estações ferroviárias do Brasil